# Triepeolus mitchelli
Triepeolus mitchelli là một loài Hymenoptera trong họ Apidae. Loài này được Hurd mô tả khoa học năm 1979.